# A Masterpiece of Murder
A Masterpiece of Murder é um telefilme estadunidense de 1986, dirigido por Charles Samuel Dubronevski, e estrelado por Bob Hope e Don Ameche. Foi o primeiro filme de Hope feito para a TV.

## Elenco
- Bob Hope	...	Dan Dolan
- Don Ameche	...	Frank Aherne
- Jayne Meadows	...	Matilda Hussey
- Claudia Christian	...	Julia Forsythe
- Yvonne De Carlo	...	Mrs. Murphy
- Anne Francis	...	Ruth Beekman
- Frank Gorshin	...	Pierre Rudin
- Steven Keats	...	Lt. Simon Wax
- Kevin McCarthy  ...	Jonathan Hire
- Anita Morris	...	Lola Crane
- Clive Revill	...	Vincent Faunce
- Stella Stevens	...	Della Vance / Deb Potts
- Jamie Farr	...	ele mesmo
- Penny Baker	...	Christine Manning
- Peter Palmer ...	Bronson